# Shanghai (2010)
Shanghai (bra: Conspiração Xangai)  é um filme sino-estadunidense de 2010, dos gêneros drama, suspense e romance, dirigido por Mikael Håfström.
Shanghai traz como elenco principal John Cusack, Gong Li, Chow Yun-Fat, Jeffrey Dean Morgan, David Morse e Ken Watanabe,, e narra uma história romântica e dramática decorrida durante a Segunda Guerra Sino-Japonesa (1937-1945) transcrevendo ainda acontecimentos sucedidos em 1941 quando de a guerra se converteria numa guerra total (Guerra do Pacífico) a partir do ataque a Pearl Harbor.

## Enredo
O filme narra a história de um americano chamado Paul Soames (John Cusack) que, em 1941, quatro meses antes do ataque a Pearl Harbor, viaja para Xangai, na China, que estava ocupada pelos japoneses. Informado de que um amigo fora assassinado, Paul tentará descobrir os assassinos e vingar a morte do amigo. Nessa busca, acaba por se apaixonando por uma jovem e percebe que a verdade é mais terrível do que parece. Com a ajuda do oficial de inteligência japonesa Tanaka (Ken Watanabe), Paul concentra a sua investigação no carismático gângster da cidade, Anthony Lanting (Chow Yun-Fat), e sua bela esposa Anna (Gong Li). Paul e Anna se envolverão num delicado relacionamento, pondo em risco até a própria vida.

## Elenco
- John Cusack (Paul Soames)
- Gong Li (Anna Lan-Ting)
- Chow Yun-Fat (Anthony Lan-Ting)
- Jeffrey Dean Morgan (Connor)
- Ken Watanabe (Capitão Tanaka)
- Rinko Kikuchi (Sumiko)
- David Morse (Richard Astor)
- Franka Potente (Leni)
- Hugh Bonneville (Ben Sanger)
- Andy On (Yum)
- Race Wong
- Rosanne Wong
- Gemma Chan (Shin Shin)
- Benedict Wong (Juso Kita)